# Тихая (деревня, Пермский край)
Тихая — деревня в Добрянском городском округе Пермского края. Ранее деревня входила в состав Перемского сельского поселения Добрянского района.

## Географическое положение
Деревня Тихая расположена на левом берегу реки Косьвы, к северо-востоку от села Перемского.

## Население
| 2010 |
| ---- |
| 8    |

## Известные уроженцы, жители
Любовь Владимировна Паниных (1941) — российская и советская лыжница и биатлонистка (спорт слепых), четырёхкратная Паралимпийская чемпионка. Заслуженный мастер спорта России

## Транспорт
Рядом с Тихой с юго-востока на северо-запад проходит участок Лёвшино — Няр Свердловской железной дороги, на котором здесь расположен остановочный пункт Косьвинский (до января 2022 года — 106 км).

## Топографические карты
- Лист карты O-40-43 Парма. Масштаб: 1 : 100 000. Состояние местности на 1980 год. Издание 1987 г.